# Jerry Bruckheimer
Jerome Leon Bruckheimer (Detroit, Michigan, SAD, 21. rujna 1945.), američki filmski i televizijski producent.
Najpoznatije Bruckheimerovi filmovi su: Pirati s Kariba: Prokletstvo Crnog bisera, Armageddon, Pearl Harbor, dok je CSI njegov najpoznatija televizijska serija.
Početak njegove karijera obilježila je suradnja s producentom Donom Simpsonom, s kojim je radio za Paramount Pictures. Prvi veliki hit bio je film 'Flashdance' iz 1983., nakon toga usljedili su hitovi poput 'Policajac s Beverly Hillsa', 'Top Gun', 'Zločesti dečki', posljednji film u kojem surađuje s Donom Simpsonom bio je 'Hrid' iz 1996., Simpson umire iste godine kada mu od prevelike konzumacije kokaina otkazuje srce. Jerry posvećuje film svom partneru od kojeg je tijekom godina mnogo naučio i nastavlja samostalnu karijeru. Jerry nastavlja producirati veliki broj akcijskih filmova poput: Armageddon, Pad crnog jastreba, Pearl Harbor. 
1997. debitira kao televizijski producent radeći nekoliko policijskih serija od kojih je CSI postala najuspješnija, također se okušao i u reality show-u The Amazing Race.  
Jerry Bruckheimer je danas najjači i najveći hollywoodski filmski i TV producent. Producira najveće i najskuplje hollywoodske projekte, većina njegovih filmova imaju nevjerojatni financijski uspjeh. Kritika ga nimalo ne voli i ne štedi, napadaju ga zbog toga što je desničar i što otvoreno podupire predsjednika Busha, iako je financirao i demokratske kandidate.
Posebno je bio kritiziran radi Pearl Harbor i napadan da radi filmove po nalogu Pentagona.

## Filmografija

### Film
- Farewell, My Lovely (1975.)
- March or Die (1977.)
- Američki žigolo (1980.)
- Defiance (1980.)
- Thief (1981.)
- Ljudi mačke (1982.)
- Young Doctors in Love (1982.)
- Flashdance (1983.)
- Thief of Hearts (1984.)
- Policajac s Beverly Hillsa (1984.)
- Top Gun (1986.)
- Policajac s Beverly Hillsa 2 (1987.)
- Dani groma (1990.)
- The Ref (1994.)
- Zločesti dečki (1995.)
- Grimizne rijeke (1995.)
- Opasne misli (1995.)
- Hrid (1996.)
- Con Air (1997.)
- Državni neprijatelj (1998.)
- Armageddon (1998.)
- Nestali za 60 sekundi (2000.)
- Coyote Ugly (2000.)
- Remember the Titans (2000.)
- Pad crnog jastreba (2001.)
- Pearl Harbor (2001.)
- Loše društvo (2002.)
- Klokan Jack (2003.)
- Veronica Guerin (2003.)
- Priča o Veronici Guerin (2003.)
- Zločesti dečki 2 (2003.)
- Pirati s Kariba: Prokletstvo Crnog bisera (2003.)
- Kralj Arthur (2004.)
- Nacionalno blago (2004.)
- Staze slave (2006.)
- Déjà Vu (2006.)
- Pirati s Kariba: Mrtvačeva škrinja (2006.)
- Pirati s Kariba: Na kraju svijeta (2007.)
- Nacionalno blago: Knjiga tajni (2007.)
- G-Force (2008.)
- Prince of Persia: Sands of Time (2008.)
- Sins of the Round Table (2008.)
- The Monstrous Memoirs of a Mighty McFearless (2009.)

### Televizija
TV film
- Swing Vote (1999.)
- Max Q (1998.)
- Fearless (2004.)

Reality show
- The Amazing Race (2001.-?)

Komedija
- Modern Men (2006.)

Drama
- Soldier of Fortune, Inc. (1997. – 1998.)
- CSI: Crime Scene Investigation (1999.-?)
- CSI: Miami (2002.-2012.)
- Without a Trace (2002.-?)
- Profiles from the Front Line (2003.)
- Cold Case (2003.-?)
- Skin (2003.)
- CSI: NY (2004.-?)
- Just Legal (2005. – 2006.)
- Close to Home (2005.-?)
- E-Ring (2005. – 2006.)
- Justice (2006.)

## Vanjske poveznice
- IMDb.com
- Jerry Bruckheimer Films
- Interview, 15/01/07, Nacional  Arhivirana inačica izvorne stranice od 25. kolovoza 2007. (Wayback Machine)